# 무장 김씨
무장 김씨(茂長 金氏)는 전북특별자치도 고창군 무장면을 본관으로 하는 한국의 성씨다.

## 역사
시조(始祖) 김선(金璇)은 김해 김씨(金海 金氏)의 시조(始祖)인 가락국(駕洛國) 김수로왕(金首露王)의 56세손으로, 고려(高麗) 공민왕(恭愍王) 때 공(功)을 세워 장사군(長沙君)에 봉(封)해졌고,1375년 공민왕(恭愍王)이 서거(逝去)한 뒤 벼슬을 버리고 장사현(長沙縣)으로 낙향(落鄕)하여 정착(定着)하였다. 후손(後孫)들이 세거(世居)하면서 김해 김씨(金海 金氏)에서 분관(分貫)하여 김선(金璇)을 장사 김씨(長沙 金氏)의 시조(始祖)로 옹립(擁立)하였고, 1417년(태종 17) 장사현(長沙縣)이 무송현과 병합(倂合)되어 무장현(茂長縣)이 됨에 따라 본관(本貫)을 무장(茂長)으로 바꾸었다. 일부 후손들은 인조(仁祖) 때에 김해 김씨(金海 金氏)로 복관(復官)하였다.
김선의 아들 김충(金冲)은 이조참판(吏曹參判)을 지냈고, 아들 둘을 낳았는데, 장남 김자진(金自珍)은 대사헌(大司憲)을 지내고 화를 피해 전라도 옥구(沃溝)에 들어와 정착하였고 차남 김자무(金自武)는 박팽년(朴彭年)의 사위로 부제학(副提學)을 지내다가 1456년(세종 2) 사육신의 한명이던 장인이 화(禍)를 입자 황해도 해주(海州)에 은거(隱居)해 그 후손들이 황해도 장연(長淵)에 세거(世居)하게 되었다.

## 본관
무장(茂長)은 전북특별자치도 고창군 무장면(茂長面)의 지명이다. 백제시대에는 지금의 성송면, 대산면, 무장면 일부였던 송미지(松彌知)현에 속하였다.
조선조 태종 17년(1417년)에 장사현(長沙縣)과 무송현이 병합 무장현(茂長縣)이 되었다.
헌종 2년(1836년) 군(郡)으로 승격된 무장군의 소재지였다가, 1914년 3월 1일 부군폐합령으로 고창군에 합병되었다.
1935년 면 폐합 시 종전의 석곡면(石谷面)의 일부를 병합하였다.

## 분파
- 옥구파(沃溝派) : 김자진(金自珍)
- 장연파(長淵派) : 김자무(金自武)
- 강화파(江華派) : 김춘백(金春伯)

## 항렬자
- 김해김씨 장사군파(옥구파)

| 15세    | 16세   | 17세    | 18세   | 19세    | 20세   | 21세            | 22세   | 23세            | 24세   | 25세    | 26세   | 27세    | 28세   | 29세    | 30세   |
| ------- | ------ | ------- | ------ | ------- | ------ | --------------- | ------ | --------------- | ------ | ------- | ------ | ------- | ------ | ------- | ------ |
| ○환(煥) | 치(致) | ○종(鐘) | 영(泳) | ○식(植) | 병(炳) | ○규(圭) ○규(奎) | 은(銀) | ○원(沅) ○수(洙) | 용(榕) | ○훈(勳) | 준(埈) | ○진(鎭) | 형(泂) | ○빈(彬) | 연(然) |

- 장연파

| 17세   | 18세    | 19세   | 20세    | 21세   | 22세    | 23세   | 24세    | 25세   | 26세     | 27세   | 28세    | 29세   | 30세    | 31세   |
| ------ | ------- | ------ | ------- | ------ | ------- | ------ | ------- | ------ | -------- | ------ | ------- | ------ | ------- | ------ |
| 우(釪) | ○기(淇) | 정(楨) | ○형(泂) | 재(在) | ○용(鎔) | 영(永) | ○동(東) | 희(熙) | ○기(圻)) | 수(銖) | ○문(汶) | 주(柱) | ○훈(薰) | 지(址) |